# Lac de Serre-Ponçon
Lac de Serre-Ponçon je umetno jezero v jugovzhodni francoski regiji Provansa-Alpe-Azurna obala na meji med departmajema Hautes-Alpes in Alpes-de-Haute-Provence, nastalo z zajezitvijo reke Durance leta 1960. Po prostornini (1,27 km³) je največje, po površini (28,2 km²) pa drugo največje umetno jezero v Evropi. V dolžino meri 20 km, v širino 3 km, globoko je 90 m. Sam jez je visok 129 m.
Jezero je nastalo zaradi nadzora pretoka vode reke Durance in njenega pritoka Ubaye, ki sta v letih 1843 in 1856 povzročila veliko škodo in izgubo življenj. Prvič je bila izgradnja jezu predlagana leta 1895, sam začetek gradnje sega v leto 1955, dokočanje pa v leto 1961, pri čemer je bilo odstranjeno približno 3 milijone m³ materiala. 
Razen nadzora je jezero pomembno za oskrbo z vodo šestnajstim hidroelektrarnam kot tudi za namakanje 1.500 km² površin zemlje.
Ob jezeru se nahajajo kraji Chorges, Embrun in Savines-le-Lac. Slednji je bil zgrajen v 60. letih 20. stoletja potem, ko je bil njegov predhodnik poplavljen. Prav tako je bil na tem mestu zgrajen 924 m dolg most, ki združuje vzhodno in zahodno obalo jezera.